# Lentaria micheneri
Lentaria micheneri är en svampart som först beskrevs av Berk. & M.A. Curtis, och fick sitt nu gällande namn av Corner 1950. Lentaria micheneri ingår i släktet Lentaria och familjen Lentariaceae.   Inga underarter finns listade i Catalogue of Life.